# Regionalkonferenz Bern-Mittelland
Die Regionalkonferenz Bern-Mittelland (RKBM) ist ein Gemeindeverband, der sich nach der Gesetzgebung um die regionale Richt-, Gesamtverkehrs- und Siedlungsplanung, die regionale Kulturförderung sowie die Regionalpolitik kümmert.
74 Gemeinden bilden die Regionalkonferenz Bern-Mittelland. Der Perimeter ist deckungsgleich mit dem Verwaltungskreis Bern-Mittelland und
erstreckt sich von Fraubrunnen im Norden bis Guggisberg im Süden und von Münchenwiler im Westen bis Bowil im Osten. Auf einer Fläche von 946 km² wohnen knapp 40 % der Berner Bevölkerung und befinden sich rund 50 % der Arbeitsplätze im Kanton Bern. Die Gemeinden können der Regionalkonferenz weitere Aufgaben wie Wirtschaft aus ihrem Zuständigkeitsbereich übertragen und sie für Dienstleistungen beauftragen. Grundlage für die Organisation und Tätigkeit der Regionalkonferenz bildet nebst den Vorgaben im kantonalen Gemeindegesetz das Geschäftsreglement.
2016 wurde das Regionale Gesamtverkehrs- und Siedlungskonzept RGSK Bern-Mittelland 2. Generation (RGSK II) verabschiedet. Es dient als zentrales raumplanerisches Instrument der Regionalkonferenz, um die regionale Verkehrs-, Siedlungs- und Landschaftsentwicklung mittel- bis langfristig zu lenken und aufeinander abzustimmen.
Der Wirtschaftsraum Bern ist ein Zusammenschluss eines Teils der Gemeinden der Regionalkonferenz, die der RKBM die Förderung der regionalen Wirtschaft übertragen haben. 2010 hat sie sich als Teilkonferenz Wirtschaft gebildet. Die Zusammenarbeit im wirtschaftlichen Standortwettbewerb und die regionale Wirtschaftsförderung sind die Aufgaben – auch im Vergleich zu anderen wachsenden Metropolitanräumen. Grundlage ist eine Leistungsvereinbarung zwischen der Wirtschaftsförderung des Kantons Bern (WFB) und der RKBM. Im Auftrag des Kantons werden Dienstleistungen für alle 77 Gemeinden der RKBM erbracht, andererseits erweiterte Leistungen für die 30 Gemeinden der Teilkonferenz. Heute gehören 30 Gemeinden dazu.
Vorgängerorganisationen waren der 1963 gegründete Regionalplanungsverein Stadt Bern und umliegende Gemeinden (RPV), ab 1980 unter dem Namen Verein für die Zusammenarbeit in der Region Bern und ab 1996 als Verein Region Bern. Die Regionale Kulturkonferenz (RKK) wurde 1997 als Verein gegründet und übernahm die Aufgaben des bisherigen Ausschusses für kulturelle Fragen des VRB. Die RKK war bis 2011 tätig. Die Regionale Verkehrskonferenz (RVK 4) wurde 1997 als Verein gegründet, übernahm die Aufgaben verschiedener Ausschüsse des VRB und war bis 2010 tätig. 2009/10 wurde der Verein Region Bern aufgelöst, die Aufgaben gingen 2010 an den die RKBM über.

## Archive
- Verein Region Bern (VRB), Regionale Kulturkonferenz (RKK), Regionale Verkehrskonferenz (RVK 4) (1962–2016), Verein 42 im Katalog des Staatsarchivs Bern.